# Alpiscorpius gamma
Espèce
Synonymes
- Euscorpius germanus gamma Caporiacco, 1950
- Euscorpius gamma Caporiacco, 1950
- Euscorpius mingrelicus caprai Bonacina, 1980

Alpiscorpius gamma est une espèce de scorpions de la famille des Euscorpiidae.

## Distribution
Cette espèce est endémique de Slovénie. Elle se rencontre en Goriška.
Sa présence en Italie et en Croatie est incertaine.
Les populations anciennement considérées comme de cette espèce appartiennent à Alpiscorpius omega, Alpiscorpius omikron, Alpiscorpius sigma, Alpiscorpius ypsilon ou à des espèces à décrire.

## Systématique et taxinomie
Cette espèce a été décrite sous le protonyme Euscorpius germanus gamma par Caporiacco en 1950. Elle est élevée au rang d'espèce par Scherabon, Gantenbein, Fet, Barker, Kunter, Kropf et Huber en 2000. Elle est placée dans le genre Alpiscorpius par Kovařík, Štundlová, Fet et Šťáhlavský en 2019.

## Publication originale
- Caporiacco, 1950 : Le specie e sottospecie del genere Euscorpius viventi in Italia ed in alcune zone confinanti. Atti della Accademia nazionale dei Lincei, Roma, sér. 8, vol. 2, no 4, p. 159-230.